# Stärker als die Nacht
Stärker als die Nacht ist ein deutscher Spielfilm der DEFA von Slatan Dudow aus dem Jahr 1954.

## Handlung
Anfang 1933 wird Adolf Hitler zum Reichskanzler ernannt. Die Hamburger Kommunisten Hans und Gerda Löning wissen, dass sie nun aktiv im Widerstand werden müssen, auch wenn Gerda kurz vor der Entbindung steht. Hans organisiert eine Flugblattaktion. Kurz nach dem Reichstagsbrand taucht Hans unter, da er eine Verhaftungswelle fürchtet, die alle Kommunisten treffen wird. Tatsächlich wird er auf offener Straße zusammen mit seinem Freund Erich Bachmann verhaftet und beim anschließenden Verhör, bei dem die Gestapo den Verbleib der Flugblätter erfahren will, misshandelt. Zeitgleich bringt Gerda den gemeinsamen Sohn zur Welt, der Klaus-Peter genannt wird. Ihr zur Seite steht Erichs Freundin Lotte, die jedoch in den folgenden Jahren von Erichs KZ-Haft mit Eddi Nohl zusammenkommt, der einst Kommunist war, jedoch mit der Partei nichts mehr zu tun haben will. Die Flugblattaktion findet auch ohne Hans statt, doch reagieren viele Arbeiter zunächst abwartend und Menschen wie Lönings Nachbarn Globig sind froh, nie für oder gegen die NS geflaggt zu haben und wollen unpolitisch bleiben.
Nach sieben Jahren kommt Hans Löning 1940 aus dem KZ frei. Er lernt seinen Sohn kennen, den er bisher nur auf einem Foto gesehen hat und schließt Gerda in seine Arme. Von politischen Aktionen hält er sich zunächst fern, da er weiß, dass eine weitere Verhaftung seinen Tod bedeuten würde. Wenig später wird auch Erich freigelassen, erfährt jedoch schon bald, dass Lotte nicht auf ihn gewartet hat. Eddi Nohl wiederum wird von der Gestapo als Spitzel angeworben, um sie mit Informationen zu Hans zu versorgen. Er gibt vor, zu kooperieren, hält sich jedoch zunächst fern.
Als die Wehrmacht die Sowjetunion angreift, wird Hans erneut im Widerstand aktiv. Er versammelt frühere Genossen um sich und bald läuft eine neue Flugblattaktion an. Flugblätter aus Hamburg finden ihren Weg bis an die Front und die Gestapo verliert die Geduld. Als in Eddi Nohls Betrieb Flugblätter auftauchen und Eddi eines davon in seine Tasche steckt, wird er verhaftet. Er verrät aktive Kommunisten der Gestapo, die verschiedene Mitglieder des Widerstandes nun beschatten lässt. Bald haben sie sämtliche Verbindungswege und -männer ausfindig gemacht – alles läuft bei Hans Löning zusammen. Eddi gesteht Lotte, dass er die Kommunisten verraten hat und sie kann gerade noch Erich Bachmann vor der Verhaftung retten. Er flieht nach Berlin, wo er die dortigen Verbindungsmänner von den Geschehnissen in Hamburg in Kenntnis setzt. Dutzende Genossen werden hier verhaftet, darunter auch Hans. Als sowjetische Truppen in Deutschland einmarschieren, werden die gefangenen Kommunisten im Schnellverfahren verurteilt und hingerichtet. Gerda verliest den Abschiedsbrief von Hans vor ihren Freunden, in dem er unter anderem ein besseres kommendes Deutschland beschwört. In den Trümmern Hamburgs erkennt nun auch Frau Globig, deren Sohn an der Front gefallen ist, dass es kein unpolitisches Handeln geben kann.
Der Film endet mit Bildern des Wiederaufbaus.

## Produktion
Stärker als die Nacht wurde 1954 im Studio Babelsberg mit Außenaufnahmen aus Berlin und Umgebung gedreht. Oskar Pietsch und Gerhard Helwig schufen die Bauten, Adolf Fischer war Produktionsleiter.
Stärker als die Nacht erlebte am 24. September 1954 im Berliner Kino Babylon seine Premiere. Der Film hatte ein Budget von 2.300.000 Mark der DDR. In der Folge lief er auf verschiedenen internationalen Veranstaltungen, darunter in Polen (Woche der deutschen Kultur, 1954 und 1955), Bulgarien (Woche des deutschen Films, 1955) und Großbritannien (DEFA-Filmwoche in London, 1959). Im Jahr 1983 war Stärker als die Nacht der Eröffnungsfilm einer Berliner Dudow-Retrospektive anlässlich des 80. Geburtstages des Regisseurs.
Die Filmbauten stammen von Oskar Pietsch.

## Kritik
Die zeitgenössische Kritik lobte den Film. Er enthalte Bilder, „die mit bezwingender Kraft der Idee des Filmes dienen, Bilder, in denen die ganze Anklage gegen den Faschismus und die menschliche Größe seiner Gegner eingefangen sind. […] Die Dramatik der einzelnen Szenen wird von der Kamera durch kluge und organische, völlig unaufdringliche Schwenkungen unterstützt. […] Das Einfangen der unverwechselbaren historischen und landschaftlichen Atmosphäre der Welt, in der diese Menschen leben, diese Situationen sich ergeben, wird noch oft vernachlässigt. Karl Plintzner und Horst Brandt haben auch diese unentbehrliche Seite des Films berücksichtigt und diese Aufgabe weitgehend gelöst. Daran haben Bauten und Kostüme natürlich starken Anteil.“ Frank-Burkhard Habel schrieb rückblickend, dass „durch die tiefe Menschlichkeit in der Umsetzung des Themas […] ein bewegender Film [gelang], der erst am Schluß zu einer gewissen Pathetik neigte.“
Der film-dienst nannte Stärker als die Nacht „[e]in Zeitdokument, das über den exemplarischen Einzelfall hinaus Einblicke in Lebens- und Verhaltensweisen jener Jahre gibt. Neben seiner interessanten, wenn auch tendenziös aufbereiteten Thematik überzeugt der Film durch seine Qualität und die guten, emotional aufgeladenen schauspielerischen Leistungen.“

## Auszeichnungen
Am 6. Oktober 1955 wurden Slatan Dudow, Wilhelm Koch-Hooge und Jeanne und Kurt Stern als Filmkollektiv von Stärker als die Nacht mit dem Nationalpreis II. Klasse ausgezeichnet.